# George Hoadly

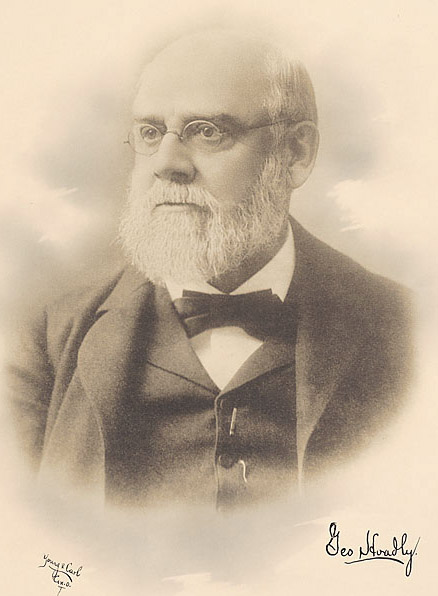
George Hoadly

George Hoadly (* 31. Juli 1826 in New Haven, Connecticut; † 26. August 1902 in New York City) war ein US-amerikanischer Politiker und von 1884 bis 1886 der 36. Gouverneur des Bundesstaates Ohio.

## Frühe Jahre und politischer Aufstieg
Nachdem die Familie bereits um 1830 nach Cleveland in Ohio gezogen war, besuchte Hoadly das Western Reserve College und später die Harvard University, an der er Jura studierte. Nach seiner Zulassung als Rechtsanwalt arbeitete er in Cincinnati in der Kanzlei von Salmon P. Chase. Da Chase aufgrund seiner politischen Aktivitäten oft abwesend war, hatte Hoadly die Gelegenheit, ihn bei vielen wichtigen Gerichtsterminen zu vertreten. In den Jahren 1851, 1859 und 1864 war Hoadly Richter an einem Gericht in Cincinnati. Dazwischen fungierte er von 1855 bis 1859 als Prozessanwalt dieser Stadt. Im Jahr 1866 gründete er seine eigene Anwaltskanzlei.
Hoadly war ursprünglich Mitglied der Demokratischen Partei. Unter dem Einfluss von Chase wechselte er aber zu den Republikanern. Allerdings band ihn nur der gemeinsame Kampf gegen die Sklaverei an diese Partei. Nach dem Bürgerkrieg und dem Ende dieser Institution wurde Hoadly mit der Reconstruction-Politik seiner Partei immer unzufriedener. Schließlich kehrte er Mitte der 1870er Jahre wieder zu den Demokraten zurück.
Bei den umstrittenen Präsidentschaftswahlen des Jahres 1876 vertrat er die Interessen von Samuel J. Tilden. Im Jahr 1880 war er zeitweise Vorsitzender der Democratic National Convention. 1883 wurde er als Kandidat der Demokratischen Partei für die Gouverneurswahlen nominiert. Danach gewann er die eigentlichen Wahlen mit 12.500 Stimmen Vorsprung vor seinem republikanischen Gegner Joseph B. Foraker.

## Gouverneur von Ohio
Hoadly trat sein neues Amt am 14. Januar 1884 an. In dieser Zeit verlor der Gouverneur in Ohio einiges an Ansehen, weil er unpopuläre Maßnahmen ergriff. 1884 setzte er die Nationalgarde in Cincinnati erst mit großer Verspätung ein, wo es nach einem Mord zu Unruhen kam und die Bevölkerung die Täter aufhängen wollte. Der Mob stürmte das Gericht und vernichtete einige Unterlagen. Auf den Straßen kam es zu Übergriffen, bei denen es einige Tote gab. Der eigentliche Täter, den der Mob lynchen wollte, war aber längst nach Columbus in ein anderes Gefängnis gebracht worden. Erst als es fast zu spät war und auf Drängen seiner militärischen Ratgeber setzte Hoadly die Nationalgarde ein. Als es wenig später einen Streik der Kohlebergleute gab, reagierte Hoadly schneller mit dem Einsatz der Truppe.
Ebenfalls 1884 kam es in Ohio zu einem politischen Skandal um die Besetzung der Stelle eines US-Senators. Das betraf weniger den Gouverneur als seine Partei. Der Vorwurf lautete, viele Stimmen bei der Wahl des Senators Henry B. Payne seien von der Standard Oil Company gekauft worden. Trotz dieser Querelen spielte Hoadly mit dem Gedanken einer Präsidentschaftskandidatur. Die Demokratische Partei legte sich aber schließlich auf Grover Cleveland fest. Auch in Ohio hatte Hoadly an Einfluss und Macht verloren. Bei den Gouverneurswahlen des Jahres 1885 verlor er gegen Foraker.

## Weiterer Lebenslauf
Nach dem Ende seiner Gouverneurszeit zog sich Hoadly aus der Politik zurück und arbeitete wieder als Anwalt. Im Jahr 1887 zog er nach New York, wo er eine weitere Kanzlei gründete. George Hoadly verstarb im Sommer 1902 in New York an einer akuten Bronchitis. Er war mit Mary Burnett Perry verheiratet, mit der er drei Kinder hatte.